# Claassenia semibrachyptera
Claassenia semibrachyptera är en bäcksländeart som beskrevs av Wu, C.F. och Peter Walter Claassen 1934. Claassenia semibrachyptera ingår i släktet Claassenia och familjen jättebäcksländor. Inga underarter finns listade i Catalogue of Life.